# 亚该亚人
亚该亚人是古希腊大陆上四个主要的部族之一（另三个为爱奥尼亚人、伊奥利亚人和多利安人），亦是荷马史诗《伊利亚特》中对希腊军队的集体称谓。另一个可交换使用的名字是Danaans。更特别地，荷马用“亚该亚”指称阿伽门农的国土，后者是希腊部队的领袖。这片国土位于伯罗奔尼撒半岛的北部，大致对应于现代希腊的阿哈利亚州和科林斯州。荷马时代的亚该亚人可能是迈锡尼文明的一支，后者从约前1600年统治希腊，其历史可能可以追溯到公元前第三个千年，史前希腊人的迁入。
一些赫梯文献提到位于西安纳托利亚（今亞洲土耳其一帶）的一个国家，称为Ahhiyawa。特别是在约前1320年赫梯国王穆尔西里二世写了一封信给Ahhiyawa国王，将其称为自己的对等者，并称米利都处于其统治之下；他还提到一个之前的“维鲁萨（Wilusa）时期”发生过有涉Ahhiyawa的敌对行动。这个民族被认为就是特洛伊战争中的亚该亚人，而维鲁萨城为传说中的城市特洛伊（注意到它与特洛伊卫城的名字“伊利翁”Ilion的近似性）。然而Ahhiyawa这一称谓与“亚该亚人”之间，除了简单地发音相似之外还有什么关系，仍是一个学者热烈讨论的话题。
亚该亚人是古希腊居民的一种，见于公元前14至前13世纪赫梯（小亚细亚）和埃及的文献。在《荷马史诗》中常以其泛指希腊人，据说他们身材高大。原住于希腊北部色萨利一带，公元前2000年代前期南徙，征服土著居民皮拉司吉人。一般认为他们在公元前2000年代中期创造了南希腊的迈锡尼文明。约前11世纪以迈锡尼王阿伽门农为首，渡爱琴海远征小亚细亚沿岸的特洛伊，取得胜利。后多利亚人入居伯罗奔尼撒半岛，亚该亚人有的被征服，有的被驱逐到半岛的北部，这里便得名“亚该亚”。亚该亚在前5世纪以前尚不发达，后雅典、斯巴达相继衰落。其地位日显重要。前3世纪组成对抗马其顿的阿卡亚同盟。公元前2世纪臣服于罗马，并入罗马后来的“亚该亚省”。